# Biserica luterană din Viena
Biserica luterană din Viena (în germană Lutherische Stadtkirche), inițial biserica mănăstirii clariselor franciscane, este un lăcaș de cult situat în plin centrul Vienei. Lăcașul a fost trecut de împăratul Iosif al II-lea în proprietatea comunității luterane în anul 1782, în contextul edictelor iozefine de toleranță religioasă.
În imediata vecinătate, pe locul anexelor gospodărești ale fostei mănăstiri, a fost construită în anii 1783-1784 biserica reformată din Viena⁠(en)[traduceți], a comunității reformate după Jean Calvin.